# 121594 Zubritsky
121594 Zubritsky è un asteroide della fascia principale. Scoperto nel 1999, presenta un'orbita caratterizzata da un semiasse maggiore pari a 3,1984258 UA e da un'eccentricità di 0,1565755, inclinata di 19,79061° rispetto all'eclittica.
L'asteroide è dedicato ad Elizabeth Zubritsky .